# Vernie

Vernie este o comună în departamentul Sarthe, Franța. În 2009 avea o populație de 346 de locuitori.